# Прапор Ненецького автономного округу
Прапор Ненецького автономного округу є символом Ненецького автономного округу. Прийнятий 25 вересня 2003 року.

## Опис
Прапор є полотнищем, розділеним на три нерівні смуги — білу, синю і зелену. Вгорі синя смуга обмежена орнаментом геометрично правильних фігур, традиційних в культурі народів Півночі.